# Lista dos presidentes da Organização da Unidade Africana e da União Africana
Esta é uma lista dos Presidentes da Organização da Unidade Africana e da União Africana.
| Organização da Unidade Africana  |                         |                         |                                |
| Nome                             | Início do Mandato       | Fim do Mandato          | País                           |
| Haile Selassie                   | 25 de maio de 1963      | 17 de julho de 1964     | Etiópia                        |
| Gamal Abdel Nasser               | 17 de julho de 1964     | 21 de outubro de 1965   | Egito                          |
| Kwame Nkrumah                    | 21 de outubro de 1965   | 24 de fevereiro de 1966 | Gana                           |
| Joseph Arthur Ankrah             | 24 de fevereiro de 1966 | 5 de novembro de 1966   | Gana                           |
| Haile Selassie                   | 5 de novembro de 1966   | 11 de setembro de 1967  | Etiópia                        |
| Joseph-Désiré Mobutu             | 11 de setembro de 1967  | 13 de setembro de 1968  | República Democrática do Congo |
| Houari Boumedienne               | 13 de setembro de 1968  | 6 de setembro de 1969   | Argélia                        |
| Ahmadou Ahidjo                   | 6 de setembro de 1969   | 1 de setembro de 1970   | Camarões                       |
| Kenneth Kaunda                   | 1 de setembro de 1970   | 21 de junho de 1971     | Zâmbia                         |
| Moktar Ould Daddah               | 21 de junho de 1971     | 12 de junho de 1972     | Mauritânia                     |
| Hassan II                        | 12 de junho de 1972     | 27 de maio de 1973      | Marrocos                       |
| Yakubu Gowon                     | 27 de maio de 1973      | 12 de junho de 1974     | Nigéria                        |
| Siad Barre                       | 12 de junho de 1974     | 28 de julho de 1975     | Somália                        |
| Idi Amin                         | 28 de julho de 1975     | 2 de julho de 1976      | Uganda                         |
| Seewoosagur Ramgoolam            | 2 de julho de 1976      | 2 de julho de 1977      | Maurícia                       |
| Omar Bongo                       | 2 de julho de 1977      | 18 de julho de 1978     | Gabão                          |
| Gaafar Nimeiry                   | 18 de julho de 1978     | 12 de julho de 1979     | Sudão                          |
| William Richard Tolbert, Jr.     | 12 de julho de 1979     | 12 de abril de 1980     | Libéria                        |
| Léopold Sédar Senghor (interino) | 28 de abril de 1980     | 1 de julho de 1980      | Senegal                        |
| Siaka Stevens                    | 1 de julho de 1980      | 24 de junho de 1981     | Serra Leoa                     |
| Daniel arap Moi                  | 24 de junho de 1981     | 6 de junho de 1983      | Quénia                         |
| Mengistu Haile Mariam            | 6 de junho de 1983      | 12 de novembro de 1984  | Etiópia                        |
| Julius Nyerere                   | 12 de novembro de 1984  | 18 de julho de 1985     | Tanzânia                       |
| Abdou Diouf                      | 18 de julho de 1985     | 28 de julho de 1986     | Senegal                        |
| Denis Sassou-Nguesso             | 28 de julho de 1986     | 27 de julho de 1987     | República Popular do Congo     |
| Kenneth Kaunda                   | 27 de julho de 1987     | 25 de maio de 1988      | Zâmbia                         |
| Moussa Traoré                    | 25 de Maio de 1988      | 24 de julho de 1989     | Mali                           |
| Hosni Mubarak                    | 24 de julho de 1989     | 9 de julho de 1990      | Egito                          |
| Yoweri Museveni                  | 9 de julho de 1990      | 3 de junho de 1991      | Uganda                         |
| Ibrahim Babangida                | 3 de junho de 1991      | 29 de junho de 1992     | Nigéria                        |
| Abdou Diouf                      | 29 de junho de 1992     | 28 de junho de 1993     | Senegal                        |
| Hosni Mubarak                    | 28 de junho de 1993     | 13 de junho de 1994     | Egipto                         |
| Zine El Abidine Ben Ali          | 13 de junho de 1994     | 26 de junho de 1995     | Tunísia                        |
| Meles Zenawi                     | 26 de junho de 1995     | 8 de julho de 1996      | Etiópia                        |
| Paul Biya                        | 8 de julho de 1996      | 2 de junho de 1997      | Camarões                       |
| Robert Mugabe                    | 2 de junho de 1997      | 8 de junho de 1998      | Zimbabué                       |
| Blaise Compaoré                  | 8 de junho de 1998      | 12 de julho de 1999     | Burkina Faso                   |
| Abdelaziz Bouteflika             | 12 de julho de 1999     | 10 de julho de 2000     | Argélia                        |
| Gnassingbé Eyadéma               | 10 de julho de 2000     | 9 de julho de 2001      | Togo                           |
| Frederick Chiluba                | 9 de julho de 2001      | 2 de janeiro de 2002    | Zâmbia                         |
| Levy Mwanawasa                   | 2 de janeiro de 2002    | 9 de julho de 2002      | Zâmbia                         |
| União Africana                   |                         |                         |                                |
| Nome                             | Início do Mandato       | Fim do Mandato          | País                           |
| Thabo Mbeki                      | 9 de julho de 2002      | 10 de julho de 2003     | África do Sul                  |
| Joaquim Chissano                 | 10 de julho de 2003     | 11 de julho de 2004     | Moçambique                     |
| Olusegun Obasanjo                | 11 de julho de 2004     | 24 de janeiro de 2006   | Nigéria                        |
| Denis Sassou-Nguesso             | 24 de janeiro de 2006   | 24 de janeiro de 2007   | República do Congo             |
| John Kufuor                      | 30 de janeiro de 2007   | 31 de janeiro de 2008   | Gana                           |
| Jakaya Kikwete                   | 31 de janeiro de 2008   | 2 de fevereiro de 2009  | Tanzânia                       |
| Muammar Gaddafi                  | 2 de fevereiro de 2009  | 31 de janeiro de 2010   | Líbia                          |
| Bingu wa Mutharika               | 31 de janeiro de 2010   | 31 de janeiro de 2011   | Maláui                         |
| Teodoro Obiang Nguema Mbasogo    | 31 de janeiro de 2011   | 29 de janeiro de 2012   | Guiné Equatorial               |
| Thomas Yayi Boni                 | 29 de janeiro de 2012   | 27 de janeiro de 2013   | Benim                          |
| Hailemariam Desalegn             | 27 de janeiro de 2013   | 30 de janeiro de 2014   | Etiópia                        |
| Mohamed Ould Abdel Aziz          | 30 de janeiro de 2014   | 30 de janeiro de 2015   | Mauritânia                     |
| Robert Mugabe                    | 30 de janeiro de 2015   | 30 de janeiro de 2016   | Zimbabué                       |
| Idriss Déby                      | 30 de janeiro de 2016   | 30 de janeiro de 2017   | Chade                          |
| Alpha Condé                      | 30 de janeiro de 2017   | 30 de janeiro de 2018   | Guiné                          |
| Paul Kagame                      | 30 de janeiro de 2018   | 10 de fevereiro de 2019 | Ruanda                         |
| Adbel Fattah el-Sisi             | 10 de fevereiro de 2019 | 10 de fevereiro de 2020 | Egito                          |
| Cyril Ramaphosa                  | 10 de fevereiro de 2020 | 6 de fevereiro de 2021  | África do Sul                  |
| Félix Tshisekedi                 | 6 de fevereiro de 2021  | 5 de fevereiro de 2022  | República Democrática do Congo |
| Macky Sall                       | 5 de fevereiro de 2022  | 18 de fevereiro de 2023 | Senegal                        |
| Azali Assoumani                  | 18 de fevereiro de 2023 | 17 de fevereiro de 2024 | Comores                        |
| Mohamed Ould Ghazouani           | 17 de fevereiro de 2024 | 15 de fevereiro de 2025 | Mauritânia                     |
| João Lourenço                    | 15 de fevereiro de 2025 | presente                | Angola                         |